# Fante di cuori (Marvel Comics)
Fante di cuori (Jack of Hearts) il cui vero nome è Jonathan "Jack" Hart, è un personaggio dei fumetti, creato da Bill Mantlo (testi) e Keith Giffen (disegni e chine), pubblicato dalla Marvel Comics. La sua prima apparizione avviene in Deadly hands of kung fu n. 22 (marzo 1976). È legato alla tragica saga di "Vendicatori Divisi" in quanto, seppur dato per morto, riappare, grazie alla volontà di Scarlet, nella villa dei vendicatori per poi subito esplodere distruggendo parte d'essa e uccidendo il compagno Scott Lang (Ant-Man).

## Biografia del personaggio
Jack nacque dall'unione di suo padre con un'aliena del pianeta Contraxia. Dopo la sua nascita il padre scoprì che Jack era in pratica un reattore atomico umano che rilasciava energia e radiazioni pericolose e quindi iniziò a studiare una cura che permettesse al figlio di controllare i suoi poteri; dopo lungo tempo creò il "fluido zero" (disse però al figlio che si trattava di un combustibile atomico). Un giorno dei ladri entrarono in casa di Jack con l'intento di derubare il padre del liquido. Il padre venne ucciso ma Jack fuggì e nella fuga il liquido gli cadde addosso ustionandolo e facendo diventare viola la parte destra del suo corpo.

### Cuori Infranti
Durante questa saga scopriamo che Jack, dopo un viaggio oltre l'atmosfera e il successivo rientro sulla terra, si è ritrovato con i poteri alterati in modo irreversibile. In questo stato Jack deve passare quattordici ore in una speciale camera che assorbe i suoi poteri per evitare di esplodere e rilasciare radiazioni dannose; in più deve sempre indossare una speciale tuta di contenimento per evitare che le sue radiazioni disgreghino gli oggetti a lui vicini (la stessa tuta si consuma e deve essere sostituita ogni giorno).

### Gioco d'Azzardo
In questa serie vediamo Jack che decide di lasciare i Vendicatori per evitare di metterli in pericolo. Dopo aver salvato Cassie Lang da uno psicopatico decide di morire lanciandosi nell'atmosfera ed esplodendo in migliaia di frammenti.

### Vendicatori Divisi
Questa serie si apre proprio con il ritorno improvviso di Jack alla villa dei vendicatori. Scott Lang (il secondo Ant-man) va incontro al Fante di Cuori; quest'ultimo ha uno strano aspetto: la sua pelle è grigia (tranne la parte viola) con le pupille vitree e senza labbra. Dopo che Ant-man gli chiede se è veramente lui Jack per tutta risposta gli dice <Mi dispiace> ed esplode. Tempo dopo, durante gli eventi di Young Avengers: The Children's Crusade, l'intervento di Stature, giunta dal futuro con i Giovani Vendicatori, allontanerà Ant-man dal raggio dell'esplosione cancellando la sua morte.

### Ritorno
Durante Marvel Zombies: Supreme, un flusso di energia Zero-Point viene recuperato dagli scienziati di Project PEGASUS. Durante un attacco di una versione zombizzata dello Squadrone Supremo, l'energia si riaggrega riportando in vita il Fante di Cuori. Inizialmente privo di memoria Jack riprende i sensi e distrugge gli zombie.

## Poteri e abilità
Il corpo di Jack era una sorta di reattore atomico umano capace di rilasciare radiazioni ed energia; Jack poteva lanciare raggi energetici dalle mani e poteva volare.